# ایگینیو فرناندس
ایگینیو فرناندس (اسپانیایی: Higinio Fernández‎؛ زادهٔ ۶ اکتبر ۱۹۸۸) دوچرخه‌سوار اهل اسپانیا است. وی عضو تیم‌هایی همچون کاخا رورال-سگوروس رخا بوده است.